# PortableApps.com
PortableApps.com – serwis internetowy oferujący dostęp do przenośnych wersji często używanych aplikacji na platformę Microsoft Windows. Aplikacje przenośne można umieścić na nośniku wymiennym, takim jak pamięć USB. Dane użytkownika są przechowywane w specjalnym podfolderze, dzięki czemu możliwe jest łatwe uaktualnianie oraz przenoszenie oprogramowania. Usunięcie aplikacji odbywa się poprzez skasowanie głównego folderu.
Projekt PortableApps.com został zapoczątkowany w 2004 roku. 